# Detonator Orgun
Detonator Orgun (デトネイターオーガン?, Detoneitā Ōgan) è una serie di tre OAV giapponesi prodotti dalla AIC e dalla Artmic, diretta da Masami Ōbari.

## Trama
Fuggito dalla propria stessa razza, Orgun, un essere alieno con abilità sovraumane ed armi ultraterrene, giunge sulla Terra per trovare una risposta al mistero che nasconde le sue origini. Lì, Orgun si lega ad un giovane uomo chiamato Tomoru di città 5, per difendere la Terra dagli Evoluders, che vogliono annientare la civiltà terrestre.

## Personaggi e doppiatori
- Tomoru Shindo/Orgun: Kōichi Yamadera
- Youko Mitsurugi: Emi Shinohara
- I-Zack: Nobuo Tanaka
- Professor Michi Kanzaki: Yumi Tōma
- Bannings: Bōya Ueda
- Kumi Jefferson/Mhiku: Hiroko Kasahara
- Commander Zoa: Kenji Utsumi
- Virgil: Masashi Ebara
- Lang: Norio Wakamoto
- Simmons: Norio Wakamoto
- Forreston: Takkō Ishimori
- Nokku: Toshihiko Seki

## Episodi
1. Birth
2. Pursuit
3. Showdown

## Colonna sonora
Sigle di chiusura
- Bandeira Ryokou Dan cantata da Susumu Hirasawa & The Tokyo Philharmoic Choir (ep 1)
- Sanchou Harete cantata da Susumu Hirasawa & Makoto Togawa (ep 2)
- Tamashii no Furu Ri cantata da Susumu Hirasawa (ep 3)